# Mohun Bagan Athletic Club
|  | Aquest article tracta sobre el club històric. Si cerqueu el club refós, vegeu «ATK Mohun Bagan FC». |

El Mohun Bagan Athletic Club és un club esportiu professional indi amb seu a Kolkata, Bengala Occidental. Fundat el 1889, és un dels més antics de l'Índia i de tot Àsia. És recordat per la seva victòria sobre l'East Yorkshire Regiment a la final de l'IFA Shield de 1911, una victòria que convertia el Mohun Bagan en el primer club indi en guanyar un campionat contra un club anglès, i fou un moment important durant la lluita índia per la independència. Tot i que el Mohun Bagan és un club multiesportiu, l'esport principal des de la seva fundació ha estat el futbol.
Ha guanyat la primera divisió índia un total rècord de cinc cops, la National Football League tres cops, i la I-League dos. És un dels més reeixits clubs de l'Índia a la Federation Cup, de la qual ha guanyat el trofeu 14 cops. El club ha guanyat també diversos altres trofeus, inclosa la Durand Cup (16 cops), IFA Shield (22 cops), i la Lliga de Calcuta (30 cops). En total, el club ha guanyat nombrosos trofeus al llarg de la seva història. S'enfronta en el derbi de Kolkata amb els seus rivals locals del East Bengal Club, un partit la primera edició del qual va ser el 8 d'agost de 1921. El club també té rivalitat amb un altre club local, el Mohammedan SC.
El Mohun Bagan ha estat inclòs al Club dels Pioners, una agrupació dels clubs de futbol més antics del món, el 29 de juliol de 2019 quan el club va celebrar el 130è aniversari.
Des de 2020, l'ATK Mohun Bagan FC és el successor en l'àmbit futbolístic del Mohun Bagan després que Kolkata Games i Sports Private Limited, la companyia posseïdora de l'ATK FC, va arribar a un acord amb Mohun Bagan Football Club (India) Private Limited, per comprar el 80% de les accions de la darrera.
Evolució del nom:
- 1889–1890: Mohun Bagan Sporting Club
- 1890–1998: Mohun Bagan Athletic Club
- 1998–2015: McDowell Mohun Bagan Football Club
- 2015–2017: Mohun Bagan Athletic Club
- 2017–2020: Mohun Bagan Football Club

## Palmarès
- Lliga índia de futbol (NFL/I-League/ISL):[8]
  - 1997–98, 1999–2000, 2001–02, 2014–15, 2019–20
- Copa Federació índia de futbol:
  - 1978, 1980, 1981, 1982, 1986, 1987, 1992, 1993, 1994, 1998, 2001, 2006, 2008, 2015–16
- Copa Durand:
  - 1953, 1959, 1960, 1963, 1964, 1965, 1974, 1977, 1979, 1980, 1982, 1984, 1985, 1986, 1994, 2000
- IFA Shield:
  - 1911, 1947, 1948, 1954, 1956, 1960, 1961, 1962, 1969, 1976, 1977, 1978, 1979, 1981, 1982, 1987, 1989, 1998, 1999, 2003
- Super Copa índia de futbol:
  - 2007, 2009
- Copa Rovers:
  - 1955, 1966, 1968, 1970, 1971, 1972, 1976, 1977, 1981, 1985, 1988, 1991, 1992, 2000
- Lliga de Calcuta de futbol:
  - 1939, 1943, 1944, 1951, 1954, 1955, 1956, 1959, 1960, 1962, 1963, 1964, 1965, 1969, 1976, 1978, 1979, 1983, 1984, 1986, 1990, 1992, 1994, 1997, 2001, 2005, 2007, 2008, 2009, 2018